# Теорема Мора — Маскероні

Знаходження симметричної точки А^{і}

Теорема Мора — Маскероні — це теорема, яка говорить, що всі геометричні задачі на побудову, які розв'язуються при вільному користуванні циркуля і лінійки, можуть бути розв'язані тільки циркулем.

## Історія
У багатьох випадках побудови зроблені за допомогою циркуля, є точнішими, ніж побудови, зроблені із залученням лінійки. Це давно було виявлено при практичних вимірах і побудовах (наприклад, у технологічному кресленні, при розмітці ділильних кіл астрономічних інструментів тощо).
Італійський геометр Лоренцо Маскероні (1750—1800) зайнявся у свій час, дослідженням конструктивних можливостей циркуля та висвітлив це питання в книзі «Геометрія циркуля» (1797).
У 1928 році була виявлена книга данського геометра Георга Мора (1640—1697), написана ще 1672 року під назвою «Данський Евклід». У цій роботі також розроблена теорія геометричних побудов, зроблених лише за допомогою циркуля.
Мор у 1672-му, а потім Маскероні 1797 року, прийшли до висновку, що всі геометричні задачі на побудову, які розв'язуються при вільному користуванні циркуля і лінійки, можуть бути розв'язані самим лише циркулем.